# Jan van Dijk (technisch fotograaf)
Jan van Dijk (Hoorn, 23 december 1882 - Amsterdam, 24 mei 1960) was een Nederlands technisch fotograaf.
Van Dijk maakte voornamelijk architectuur-, reclame- en industriële foto's. Hij onderscheidde zich door zijn 'truc- en combinatiefoto's'. Zijn collega's waardeerden zijn inventiviteit en technisch inzicht, waarmee hij als 'fotoshopper avant la lettre' te werk ging. Eigentijdse vaktijdschriften, zoals Bedrijfsfotografie en Focus, bespraken zijn werk regelmatig. Zijn naam komt voor in overzichtswerken van Nederlandse fotografie. Zijn werk werd tentoongesteld op overzichtstentoonstellingen, zoals Foto '37 in het Stedelijk Museum Amsterdam. Van Dijk maakte ook een aantal films, zoals Parijs I en II en Een dag sneeuw in Amsterdam. Hij was lid van de Nederlandsche Fotografen Patroons Vereniging (NFPV) en de Nederlandse Amateur Fotografen Vereniging (NAFV).

## Levensloop
Jan van Dijk wordt geboren als zoon van Pieter van Dijk en Johanna Wilhelmina Margaretha Tjeenk Willink. Na zijn eindexamen HBS begint Van Dijk in 1900 een studie aan de Technische Universiteit in Delft, een studie die hij na twee jaar om financiële redenen moet afbreken. In hetzelfde jaar engageert Van Dijk zich vrijwillig als aspirant bij het reservepersoneel van de Landmacht bij de Genie. In 1903 is hij reservekorporaal en in 1904 reservesergeant. In 1909 wordt Van Dijk uit dienst ontslagen.

### Verwey & Lugard's Automobiel Mij te 's-Gravenhage / Vliegkampen Ede en Soesterberg (1902-1911)
Tussen 1902 en 1911 werkt Van Dijk bij Verwey & Lugard's Automobiel Mij in Den Haag en de vliegkampen in Ede en Soesterberg. Bij verschillende afdelingen binnen het bedrijf doet hij ervaring op in kantoorwerkzaamheden, zoals administratie en correspondentie. Zijn technisch inzicht echter zorgt ervoor dat hij januari 1910 op de reparatieafdeling gaat werken, waar Van Dijk auto's monteert en demonteert. Zijn baas J.C. Verwey schrijft later in een getuigschrift dat 'zijn werk getuigt van een goede, praktische aanleg, ijver en handigheid'. Van Dijk werkt aan de bouw van vliegmachines in Den Haag en Ede, terwijl hij bij de inrichting van de vliegkampen Ede en Soesterberg 'zeer goede diensten bewijst' als tekenaar, opzichter, enz. Zowel in Ede als in Soesterberg is hij daarna hoofdzakelijk chef-monteur, 'met succes belast' met het onderhoud van leervliegmachines en vele reparaties. Het getuigschrift vertelt verder 'dat hij een goede motorist en autobestuurder is, een regelmatig levensgedrag vertoont en zich onderscheidt door ijver, toewijding, eerlijkheid en goede trouw. Eenvoudig en alle ontberingen (slechte voeding, gebrekkig onderdak) zonder morren dragend, is de heer Van Dijk steeds bereid zelfs het werk van ontbrekende lieden te verrichten'. Verwey beveelt hem dan ook met gerustheid aan voor 'iedere taak van technisch praktische aard, die tevens betrouwbaarheid vordert.'

### Rheinisches Technikum, Bingen, Duitsland (1911-1914)
In oktober 1911 vertrekt Van Dijk naar Bingen om zich verder technisch-wetenschappelijk te scholen aan het in 1897 opgerichte Rheinisches Technikum (tegenwoordig Fachhochschule Bingen). Niet lang na aankomst schrijft hij aan zijn ouders een brief waarin Van Dijk beeldend en met oog voor detail verslag doet van zijn eerste dagen. Praktisch, constaterend, feitelijk, maar ook beschouwend. De lessen beginnen om 8 uur, gedurende de eerste dagen doet hij 'meer oude dan nieuwe lessen der wijsheid op en verwacht dat dat ook nog wel even zal blijven. Gelukkig weet de docent het smakelijk voor te dragen'. Met hem zijn er elf Nederlanders, een Griek en 25 Duitsers. De lessen duren anderhalf uur met een kwartier pauze, waarin de studenten een ommetje maken en frisse lucht happen. Meer dan de helft van de Nederlanders sluit zich aan bij de Bond van Nederlandse Technici, waar onderling lezingen worden gehouden en gezellige bijeenkomsten. In het clublokaal liggen technische tijdschriften en de Nieuwe Rotterdamsche Courant, en er is een bibliotheek aanwezig. Ook met zijn Duitse huisgenoten kan hij het goed vinden, samen gaan ze naar college en samen eten ze (twee keer per dag warm, gewoonlijk gebakken aardappel met sla). Hij heeft een zitkamer met één raam en slaapkamer met twee ramen op de hoek van het huis, beide met elektrisch licht en een heerlijk lang bed met stijve matras'. De studenten maken fietstochtjes. Verder merkt Van Dijk op dat Bingen eerder met Enkhuizen dan met Hoorn te vergelijken is, 'slechts één straat met winkels en geen bioscoop'. Hij vraagt zijn ouders om tijdschriften als 'De Kampioen en Auto'.
Van Dijk haalt zijn diploma Elektrotechnisch en Werktuigkundig Ingenieur. Naast zijn opleiding tot ingenieur volgt hij cursussen fotografie, een combinatie die hem uiteindelijk tot een kundig en inventief technisch fotograaf zal maken. 
Van Dijk komt in 1914, begin van de Eerste Wereldoorlog, terug naar Nederland.

### Technische Fotografie Ing. J. van Dijk (1915-1925)
Vanaf 1915 werkt Van Dijk als technicus en werktuigbouwkundige bij bedrijven als N.V.ANEM,  v.h. Groeneveld, Ruempol&Co in Amsterdam. Hij is aanvankelijk chef van de tekenkamer en wordt daarna belast met technische reclame, drukwerk- en registratieafdelingen. Het is hem echter niet technisch genoeg en Van Dijk solliciteert in 1921 bij de directie van NEDEXIMPO in Amsterdam.
Waarschijnlijk is hij daar niet aangenomen, want uit hetzelfde jaar dateert een document, waarin Van Dijk aandacht vraagt, en op geraffineerde wijze reclame maakt, voor zijn: Inrichting voor technische fotografie J. van Dijk, W. & E.I. aan de Bilderdijkkade 36 te Amsterdam. 
Zijn diensten: 'Buitenopnames en interieurs van fabrieken, gebouwen, hotels, schepen in diverse afmetingen. Maar ook foto's van machines, apparaten, meubelen, voorwerpen van handel en techniek (voor catalogi of andere reclame) kunnen gedetailleerd en in korte tijd geleverd worden.' En 'voor het maken van reproducties, vergrotingen en diapositieven' moet je ook bij Van Dijk zijn, 'terwijl voor keurige afwerking steeds wordt zorg gedragen'.

### Fotobureau voor Architectuur, Industrie en Reclame aan de Nicolaas Maesstraat 46 (1925-1960)
Later verhuist hij met zijn vrouw Susanna Margaretha Jung en zoon Johan Christiaan van Dijk (1922-2004) naar de Nicolaas Maesstraat 46, op de hoek van de Moreelsestraat. Zijn bedrijf heet inmiddels Fotobureau voor Architectuur, Industrie en Reclame. Zoon Johan van Dijk werkt na zijn HBS-opleiding aan het Montessori Lyceum Amsterdam tot aan 1955 in het bedrijf. Na het uitbreken van de Tweede Wereldoorlog raakt Johan betrokken bij de verzetsactiviteiten van CS-6. In opdracht, of op verzoek, van onder meer zijn vriend Jan Karel Boissevain (Janka) maakt Johan pasfoto's van onderduikers en verzetsmensen voor valse persoonsbewijzen. In hoeverre Jan van Dijk daarvan op de hoogte is geweest en/of daar aan heeft bijgedragen is niet duidelijk.
Jan van Dijk overlijdt in Amsterdam op 24 mei 1960.

## Werk

### Architectuurfotografie
Van Dijk had een vaste stroom opdrachten van Amsterdamse makelaars, bedrijven en fabrieken. Zoals Van Dijk zijn specialisaties al in 1921 aankondigde, zo zijn die ook terug te vinden in de ca. 1400 foto's die in het Stadsarchief Amsterdam zijn gearchiveerd. Buitenopnames en interieurs van fabrieken, gebouwen, hotels, schepen, en verder talloze huizen, kerken, winkels, banken, machines en meubelen. De panden staan ofwel in de nieuwe wijken die in de jaren 20 en 30 in Amsterdam zijn opgetrokken, zoals de Rivierenbuurt, de Stadionbuurt, de Mercatorpleinbuurt en de Transvaalbuurt. Maar ook aan de grachten en straatjes in de binnenstad. Foto's van de 19e-eeuwse wijken, zoals de Staatsliedenbuurt, De Pijp, de Concertgebouwbuurt, de Dapperbuurt en Oosterparkbuurt zijn er nagenoeg niet. Dat heeft waarschijnlijk te maken met het feit dat daar weinig panden werden verhandeld en daarmee er voor de gemeente/architect/projectontwikkelaar geen directe aanleiding was om de wijken in beeld te brengen.

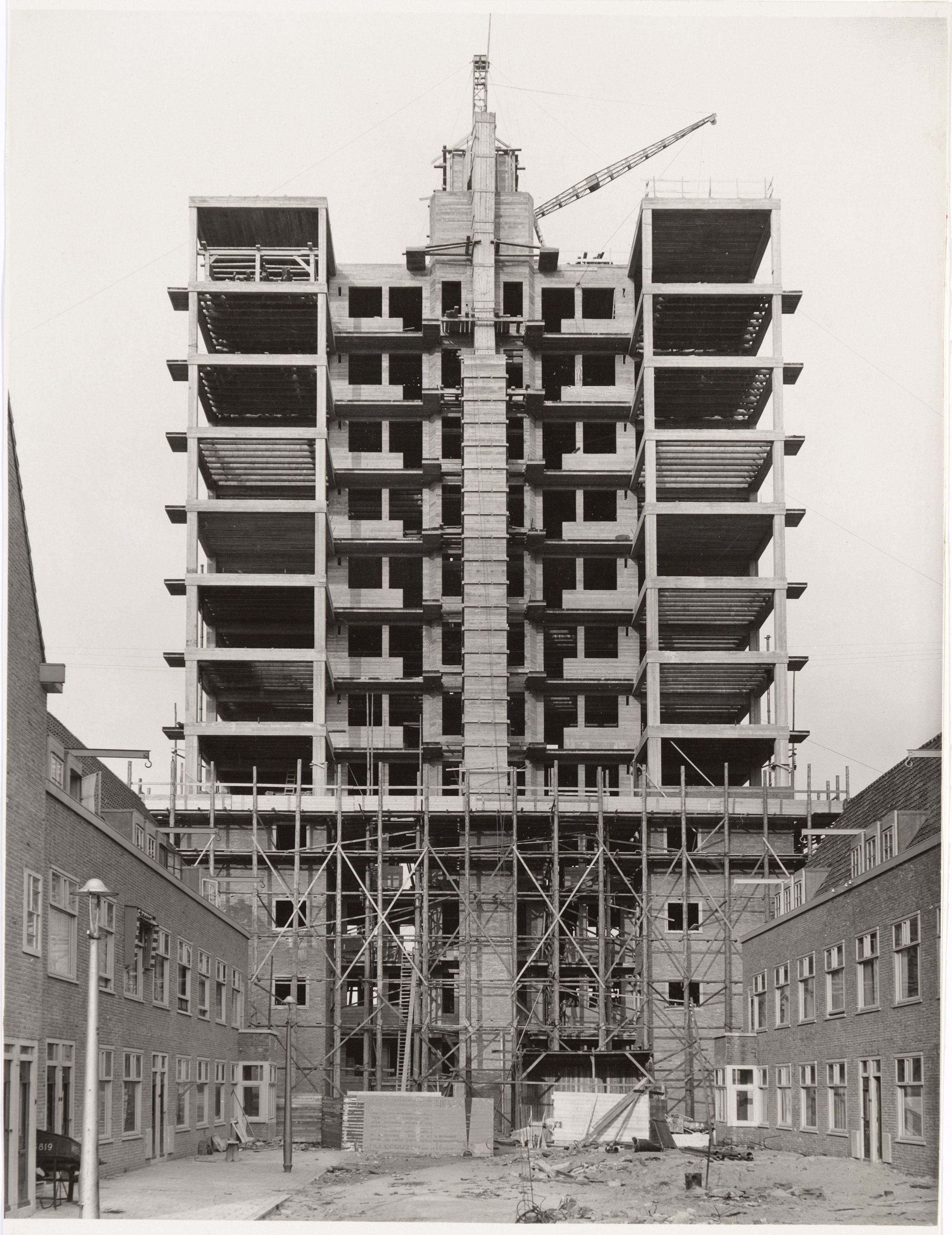
Jan van Dijk, Bouw Wolkenkrabber, gezien vanaf het Merwedeplein, Amsterdam, ca. 1930 (Stadsarchief Amsterdam)

Als je de foto's nauwkeurig bekijkt, zie je hoe Van Dijk de huizen goed laat uitkomen. De straten zijn nagenoeg leeg, de zon schijnt en het spel van licht en schaduw maken de vormen van de architectuur goed zichtbaar. Ook interieurs komen ruimtelijk goed tot hun recht door Van Dijks inventieve manier van belichten. Mede door zijn gevoel voor compositie getuigen zijn foto's, hoewel dienend, toch ook van een grote schoonheid. Het ging de technisch fotograaf niet om een gezellig straatbeeld, maar om een documenterende of aanprijzende foto voor de opdrachtgever, of dat nu de stad, een makelaar of een ondernemer was.
Met diezelfde instelling fotografeerde Van Dijk zowel de directie als het personeel van een fabriek of een chique bank.

### Reclamefotografie en industriële fotografie
Uit publicaties over Nederlandse fotografie en de vaktijdschriften Bedrijfsfotografie en Focus weten we dat Van Dijk ook veel industriële en reclamefoto's heeft gemaakt. Een foto bijvoorbeeld van een stel zilveren lepels, waar de recensenten de manier bespreken waarop Van Dijk de reflectie in het zilver minimaliseert, of de slagschaduw zo min mogelijk stoort.

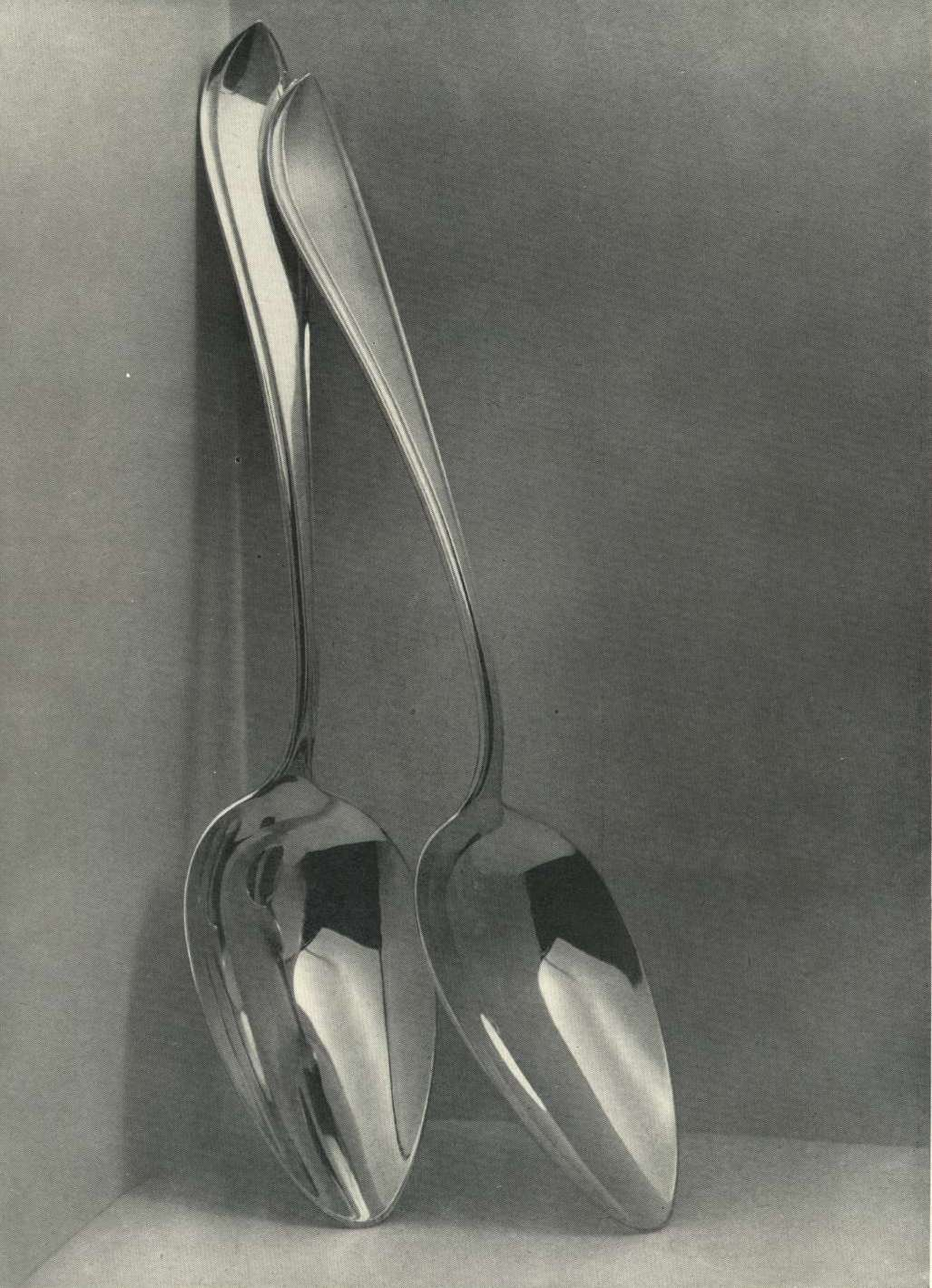
Jan van Dijk, Zilveren lepels (Fotokunst 1947)

Bij de besprekingen vallen vaak de woorden 'groote bekwaamheid' en in het opstellen van de objecten is Van Dijk 'een kunstenaar'.
De reclame voor het Algemeen Handelsblad getuigt van het feit dat Van Dijk nadenkt over welke boodschap overgebracht moet worden en hoe je dat moet doen. Iets dat marketingafdelingen van menig bedrijf tegenwoordig flink onderzoeken, maar toen iets was dat aan de capaciteiten van de fotograaf werd toevertrouwd. Het Algemeen Handelsblad was toonaangevend in kringen van handel en industrie, in societykringen, daarom moest de foto iets gedistingeerds uitdrukken. Van Dijk koos voor een deftige herenclub als opnamelocatie, zette er drie deftige heren met een glas port aan tafel, terwijl zij alle drie de krant lazen. Van Dijk maakt gebruik van de zogenaamde blikvanger, de man op de voorgrond en laat de andere twee heren het tafereel herhalen. Hij kiest voor een hoog standpunt, waarmee het tafereel goed zichtbaar is en verder verkrijgt van Dijk diepte door de voorgrond iets onscherp te laten zijn. De recensenten prijzen zijn standpunt en compositie.

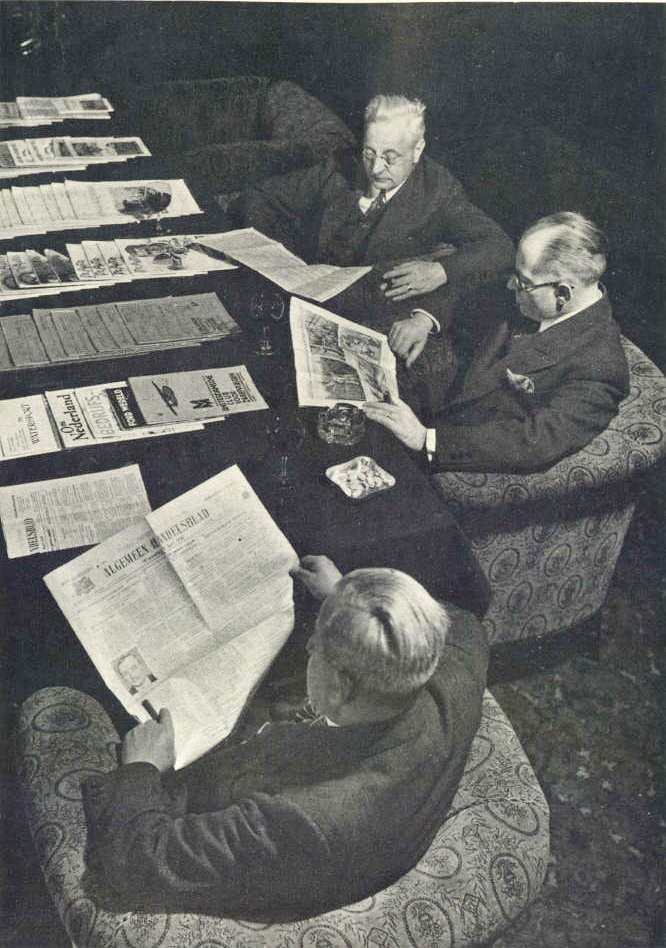
Jan van Dijk, Reclame voor Algemeen Handelsblad, Bedrijfsfotografie 1940, p. 297

Een foto van de vergaderkamer van de Twentsche Bank laat zien dat naast het probleem van het licht, en de reflectie ervan, ook de wijkende hoeken bij het gebruik van een groothoeklens een probleem vormt voor de fotograaf. Van Dijk lost dat op door de hoeken leeg te laten.

### Truc- en Combinatiefoto's
Van Dijk onderscheidde zich door zijn Truc- en Combinatiefoto's. Een goed voorbeeld is zijn foto van de winkelpui van de fotohandel Wed. Wm. Holst in de Amsterdamse Haringpakkerssteeg. Het pand besloeg 5 percelen en is 23 meter breed, de steeg waaruit de foto gemaakt moest worden is 3,5 meter breed, te smal om het hele pand in één keer op de foto te krijgen. De steeg was bovendien niet overal even hoog en liep in een flauwe bocht. En overdag liepen er te veel mensen. De oplossing van Van Dijk was de opname 's nachts te maken. Hij maakte een aantal foto's naast elkaar, waar hij later een collage van maakte. Licht verkreeg hij in het beeld door een bediende met een lamp heen en weer te laten lopen, die er wel voor moest zorgen dat hij zelf buiten beeld en reflectie bleef. De fotograaf zelf moest zich in allerlei bochten wringen om zijn hoofd achter de camera te krijgen. Tegenwoordig draait een fotograaf zijn hand daar niet meer voor om, maar in de jaren 1920 was dat een hele prestatie en alleen mogelijk door het technisch en fotografisch inzicht van de ingenieur. De redactie van Bedrijfsfotografie sprak een woord van waardering voor 'deze zeldzaam goed geslaagde en van groote bekwaamheid getuigende opgave'.

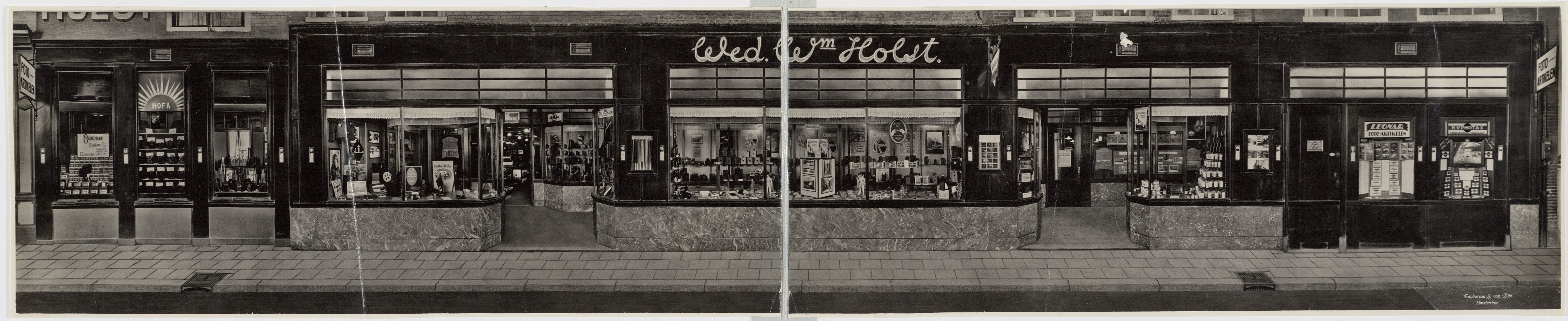
Jan van Dijk, Winkelpui Wed. Wm. Holst, Haringpakkersteeg, Amsterdam

Ook een foto van de 101 leden tellende familie vereiste enige inventiviteit omdat niemand tegelijkertijd stil zat en in de lens van de camera keek. Ook hier maakte Van Dijk meerdere foto's, knipte, plakte en retoucheerde het tot een familieportret waar iedereen blij mee was. Ook hier loofden 'de bladen' het voortreffelijke stuk fotowerk.

### Voordrachtavonden NAFV
De verhalen over zijn Truc- en Combinatiefoto's vertelde Van Dijk op vele voordrachtavonden van de Nederlandse Amateur Foto Vereeniging, die clubs in het hele land had. Getuige de verslagen die in Bedrijfsfotografie en Focus verschenen waren de voordrachtavonden een groot succes. Van Dijk was niet alleen 'alleronderhoudendst', maar ook een 'gezellig spreker', en 'bracht niet alleen 'de lachspieren in beweging', maar dwong bij het publiek bewondering af voor het 'geduld, de ijver en de sterke beheersching van de fotografische techniek en retouche, welke voor het tot stand komen geeischt wordt'.

### Waardering voor zijn werk
Over de waardering voor het werk van Van Dijk bestaat geen twijfel. De waardering voor zijn beheersing van de techniek, zijn inventiviteit en gevoel voor licht en compositie. Hij was een technisch fotograaf, en, zo wordt uit de verslagen van zijn voordrachtavonden duidelijk, 'het beteekent het zoeken naar oplossingen voor tallooze bekende of niet-vermoede, kleinere of grootere moeilijkheden'. De technisch fotograaf heeft dan misschien als doel het onderwerp zo goed mogelijk te treffen, maar Van Dijk heeft daarin ook gebruikgemaakt van de wetten van, en zijn gevoel voor, schoonheid, verkregen door de beheersing van licht en compositie. De fotografie was voor hem een dienend middel, waarin hij aardigheid had om zijn onderwerp zo goed en gunstig mogelijk op de gevoelige plaat vast te leggen. Hij vertelde ook graag over zijn oplossingen voor technische problemen en onmogelijkheden en hield zijn geheimen niet voor zichzelf, maar deelde ze graag met collega's en leerlingen, zoals E.M. van Ojen.

### Verblijfplaats foto's
- Stadsarchief Amsterdam heeft in 1960 ca. 2000 foto’s en 6000 negatieven van het werk van Jan van Dijk gekregen, via zijn zoon Johan. Veel daarvan is nu gedigitaliseerd en via de beeldbank van het archief te raadplegen. Het zijn stadsgezichten, exterieur- en interieuropnamen van Amsterdamse huizen, fabrieken en bedrijfsgebouwen, waarvan de vroegste dateert uit 1898 en de laatste uit 1960.[8]
- Het Haags Gemeentearchief heeft een fotoalbum uit ca. 1920 met foto's van het strand van Scheveningen. In de Haagse Beeldbank zijn er 28 te zien.[18]
- Het Nationaal Archief heeft 6 foto's die in Elsevier's Geïllustreerd Maandschrift gepubliceerd zijn geweest. Fotocollectie Elsevier, toegang 2.24.05.02
  - bestanddeel 023-0328[19]
  - bestanddeel 025-0302[20]
  - bestanddeel 029-0084[21]
  - bestanddeel 040-0179[22]
  - bestanddeel 072-1164[23]
  - bestanddeel 073-0542[24]
- Het Prentenkabinet van de Universiteitsbibliotheek Leiden heeft 4 foto's.[25][26][27][28]
- De Rijksdienst voor het Cultureel Erfgoed (RCE) heeft 3 foto's.[29][30]

### Verblijfplaats films
- Eye Filmmuseum Amsterdam

### Tijdschriften en andere publicaties
- Bedrijfsfotografie 1926 (281-284), 1927 (61-64, 86, 247, 602, 603), 1928 (242), 1929 (210), 1931 (196), 1937 (29), 1939 (275, 282), 1940 (291, 297-298, 308, 315, 375, 396, 399-400), 1941 (310, 317)
- Focus 1921 (499), 1925 (52,83), 1926 (297), 1932 (637), 1940 (155, 281), 1942 (54, 59)
- Cosmorama 1940 (36,140)
- Photography Yearbook 1935 (200), 1938 (243)
- J.G. Beernink, Compositieleer, Bloemendaal, 1944, (161)
- W. Kuyper, De kunst van het wonen, 1947, (48)
- August Grégoire, Honderd jaar Fotografie, Bloemendaal, 1948, voorwoord
- Flip Bool en Kees Broos (red.), Fotografie in Nederland, 1920-1940, Den Haag, 1979

### Tentoonstellingen
- 1926 Eerste Fotografendag van de Nederlandse Amateur Fotografen Vereniging (NAFV), eerste prijs voor industriële werk Jan van Dijk
- 1927 Fotografendag Nederlandsche Fotografen Patroons Vereniging (NFPV)
- 1928 Nederland in Beeld, Stedelijk Museum Amsterdam
- 1928 Fotografendag Nederlandsche Fotografen Patroons Vereniging (NFPV)
- 1931 Fotografendag Nederlandsche Fotografen Patroons Vereniging (NFPV), Kunstzaal Reeker Haarlem
- 1935 Fotografendag Nederlandsche Fotografen Patroons Vereniging (NFPV), Pulchri Studio Den Haag
- 1937 Foto '37 in Stedelijk Museum Amsterdam
- 1939 Fotografendag Nederlandsche Fotografen Patroons Vereniging (NFPV)